# The Last Text EP
The Last Text EP é o EP de estreia do cantor norte-americano Jacob Sartorius, lançado em 20 de janeiro de 2017. Em 2017, Jacob realizou sua turnê de estreia para promover o EP. "Hit or Miss" foi lançado como primeiro single em 25 de julho de 2016. "Bingo" foi lançado em 31 de março de 2017.

## Faixas
| N.º | Título               | Duração |  |
| 1.  | "Last Text"          | 3:12    |  |
| 2.  | "By Your Side"       | 3:03    |  |
| 3.  | "Bingo"              | 2:50    |  |
| 4.  | "Love Me Back"       | 3:29    |  |
| 5.  | "Jordans"            | 3:46    |  |
| 6.  | "All My Friends"     | 3:17    |  |
| 7.  | "Hit or Miss"        | 3:57    |  |
| 8.  | "Sweatshirt" (Remix) | 3:18    |  |

## Gráficos
| Gráfico (2017)                       | Posição |
| ------------------------------------ | ------- |
| Austrália (ARIA)                     | 49      |
| Canadá (Billboard)                   | 33      |
| Irlanda (IRMA)                       | 61      |
| New Zealand Heatseeker Albums (RMNZ) | 4       |
| Escócia (Official Scottish Albums)   | 54      |
| Estados Unidos (Billboard 200)       | 32      |